# Arvid Järnefelt
Arvid Järnefelt (Sint Petersburg, 16 november 1861 – Helsinki, 27 december 1932) was een Fins rechter, maar vooral schrijver.
Arvid Järnefelt werd geboren in het gezin van generaal August Aleksander Järnefelt en Elisabeth Järnefelt. Uit dat gezin kwamen negen kinderen: Kasper, Arvid, Eero, Ellida, Ellen, Armas, Aino (mevrouw Sibelius), Hilja en Sigrid. Arvid huwde op 6 september 1884 met Emilia Frederika Parviainen in Jyväskylä. Uit dat huwelijk kwamen vijf kinderen: Eero, Lisa, Anna, Maija en Emmi (een Finse verbastering van Emila).
Järnefelt studeerde psychologie in Leipzig en studeerde ook aan de Universiteit van Helsinki, aangevuld met een studie Russisch aan de Universiteit van Moskou.
Hij studeerde rechten en ging in 1890 te werk als rechter in Helsinki, een jaar later als advocaat in Vaasa. 
Onder de invloed van zijn moeder begon hij Leo Tolstoj te lezen en werd aanhanger van het Tolstojanisme. Eenmaal Tolstoj gelezen verliet hij zijn baan in de rechtsgang en ging wonen op het platteland nabij Virkkala. Hij hielp er de armen en ex-gevangenen.
Järnefelt schreef realistisch met een psychologische inslag. Er kwamen romans, verhalen en memoires van zijn hand. Zijn eerste verhaal verscheen in het blad Valvoja. Hij was toen beïnvloed door Aleksis Kivi. Zijn eerste roman Isänmaa (Vaderland)  volgde in 1893. Een jaar later verscheen zijn autobiografische Heräämiseno (Mijn ontwaken) , over zijn overstap naar het Tolstojanisme. Een van zijn toneelstukken Kuolema (De dood) werd uitgevoerd met muziek van zijn zwager Jean Sibelius. Diens beroemde Valse triste maakte onderdeel uit van de muziek.
In 1889 vormde hij samen met de journalist en latere minister Eero Erkko en schrijver/vriend Juhani Aho de groep van oprichters van de krant Päivälehti. Ook Eino Leino was bij dat blad betrokken. In 1904 werd het blad  omgedoopt tot Helsingin Sanomat.  
- Bibsys: 90147093
- Bibliothèque nationale de France: cb12715383d (data)
- Digitale Bibliotheek voor de Nederlandse Letteren: jarn001
- Gemeinsame Normdatei: 120080060
- International Standard Name Identifier: 0000 0001 0780 7497
- Library of Congress Control Number: nr89004540
- MusicBrainz: bd6c9619-68c3-4229-8e3d-e7ea14b0a33f
- Nationale Bibliotheek van Tsjechië: js2018983373
- Nationale Bibliotheek van Israël: 987007288542205171
- Nationale Bibliotheek van Polen: a0000002747632
- Nederlandse Thesaurus van Auteursnamen: 070511640
- LIBRIS: 192088
- Système universitaire de documentation: 076657094
- Trove: 995457
- Virtual International Authority File: 46884908
- WorldCat: E39PBJbRm87kbRVHBvFMvY7T73